# Nader Engheta

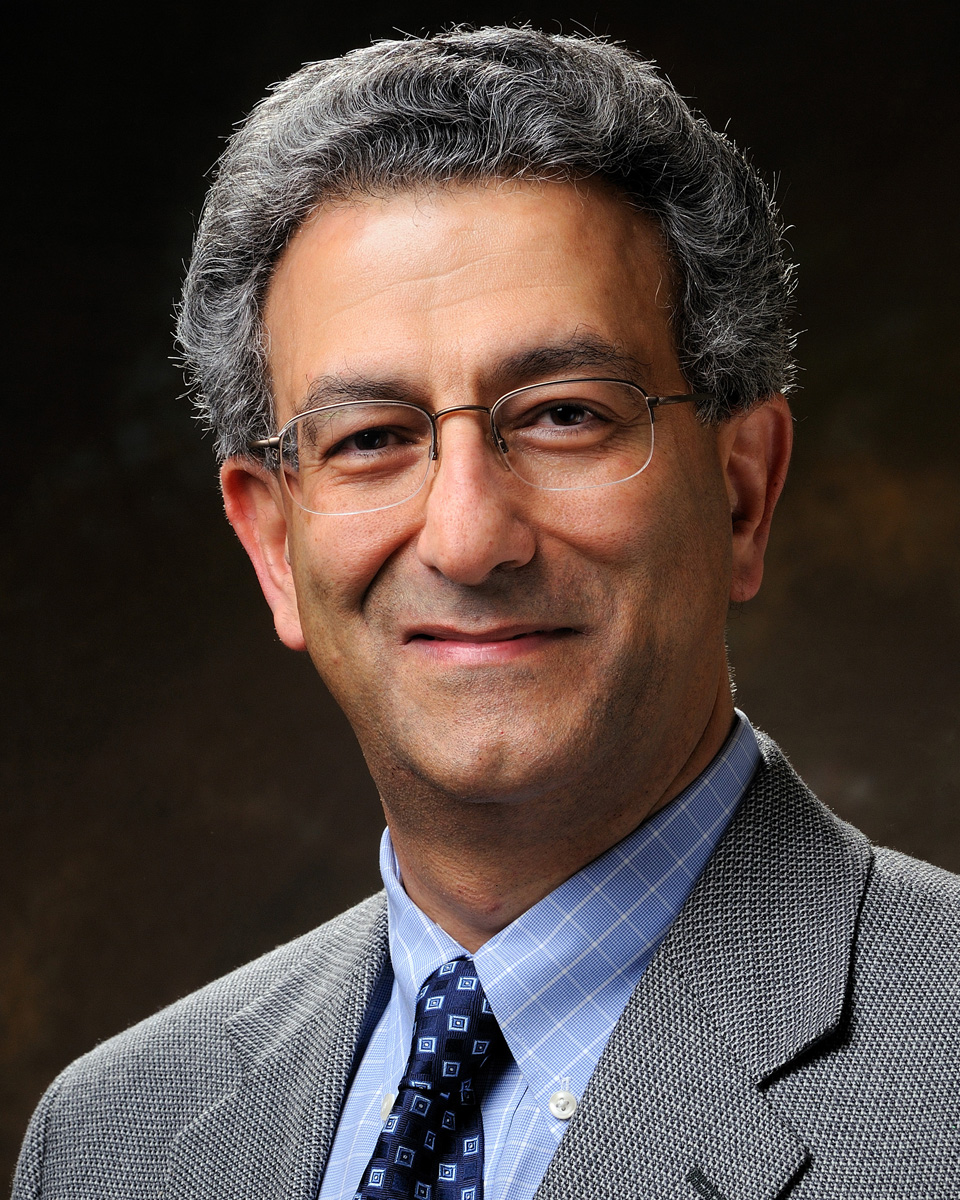
Nader Engheta

Nader Engheta (* 8. Oktober 1955 in Teheran) ist ein iranisch-US-amerikanischer Physiker und Elektroingenieur, der sich mit Metamaterialien und Nanophotonik befasst.

## Leben
Engheta studierte an der Universität Teheran mit einem Abschluss als Elektroingenieur und ging 1978 in die USA, wo er am Caltech bei Charles H. Papas in Physik und Elektrotechnik promoviert wurde. Danach war er ein Jahr am Caltech und vier Jahre bei der Kaman Sciences Corporation in Santa Monica, bevor er an die  Er ist an die University of Pennsylvania ging, wo er H. Nedwill Ramsey Professor ist.
Er ist Begründer der Forschungsgebiete Metamaterialien mit Brechungsindex nahe Null (near-zero-index metamaterials, NZI, epsilon-near-zero metamaterials, ENZ), plasmonischer Tarnkleidung (plasmonic cloaking) mit Anwendung in Unsichtbarkeit bei bestimmten Wellenlängen und optischen Nano-Schaltkreisen mit Metamaterialien (metatronic circuits) mit optischen Bausteinen wie Kapazitäten, Induktoren und Widerständen. Er befasst sich auch mit Nano-Antennen, mit Nanooptik von Graphen und biologisch inspirierter Optik wie Sehen mit polarisiertem Licht.
1999 war er Guggenheim Fellow, 2012 erhielt er den IEEE Electromagnetics Award und 2015 die SPIE Gold Medal. 2018 erhielt er einen Pioneer Award in Nanotechnology der IEEE. 2020 erhielt er den Max Born Award und die  Isaac-Newton-Medaille für bahnbrechende Innovationen und Beiträge zu elektromagnetisch-komplexen Materialien und Nanooptik und für Pionierentwicklung auf dem Gebiet der Metamaterialien mit Brechungsindex nahe Null, von Materialien inspirierten Analogrechnern und optischen Nano-Schaltkreisen (Laudatio). Er ist Fellow der American Physical Society, der Optical Society of America und der American Association for the Advancement of Science. Er ist Ehrendoktor der Universität Stuttgart, der Universität Aalto und der Nationalen Technischen Universität der Ukraine. 2023 wurde er mit einer Benjamin Franklin Medal (Franklin Institute) ausgezeichnet und in die American Academy of Arts and Sciences gewählt, 2024 zum Mitglied der Academia Europaea.

## Schriften (Auswahl)
- mit A. Salandrino, A. Alu: Circuit Elements at Optical Frequencies: Nanoinductor, Nanocapacitor, and Nanoresistor, Physical Review Letters, Band 95, 2005, S. 095504
- mit A. Alu: Achieving Transparency with Metamaterial and Plasmonic Coatings, Physical Review E, Band 72, 2005, S. 016623
- Herausgeber mit  Richard W. Ziolkowski: Metamaterials: Physics and Engineering Explorations, Wiley-IEEE Press 2006.
- mit M. G. Silveirinha: Tunneling of Electromagnetic Energy through Sub-Wavelength Channels and Bends Using Epsilon-Near-Zero (ENZ) Materials, Physical Review Letters, Band 97, 2006, S. 157403
- mit A. Salandrino: Far-field subdiffraction optical microscopy using metamaterial crystals: Theory and simulations, Phys. Rev. B, Band 74, 2006, S. 075103
- mit M. Silveirinha: Tunneling of electromagnetic energy through subwavelength channels and bends using ε-near-zero materials, Phys. Rev. Lett., Band 97, 2006, S. 157403
- Circuits with light at nanoscales: optical nanocircuits inspired by metamaterials, Science, Band 317, 2007, S. 1698–1702
- mit A. Alu, M. G. Silveirinha, A. Salandrino: Epsilon-near-zero metamaterials and electromagnetic sources: Tailoring the radiation phase pattern, Phys. Rev. B, Band 75, 2007 S. 155410
- mit B. Edwards, A. Alu, M. Silveirinha: Experimental Verification of Plasmonic Cloaking at Microwave Frequencies with Metamaterials, Physical Review Letters, Band 103, 2009, S. 153901
- mit A. Vakil: Transformation Optics Using Graphene, Science, Band 332, 2011, S. 1291–1294